# Zoopsia
Zoopsia é a visão de animais sob a forma de alucinação.
Trata-se de uma perturbação frequente no decurso de uma intoxicação alcoólica.
Os animais visualizados podem ser aterrorizadores, promovendo ansiedade e apreensão.